# Влак
Влакът, или остарялата дума трен, подреден и скачен състав от вагони с един или повече локомотиви в работно състояние, снабден със сигнали и влакови документи. Локомотиви, мотрисни влакове, мотриси, моторни дрезини и други моторни возила, несваляеми от пътя, отправени на междугарие, се смятат за влакове.
Обикновено влаковете са теглени или тласкани от локомотиви, но могат да бъдат и самозадвижващи се като мотрисите, докато пътниците и товара се превозват във вагони. Най-често влаковете се движат по стоманени релси със стоманени колела, като ниското триене между тях ги прави по-ефективни от други начини за транспорт.
За правилното му функциониране влакът трябва да е снабден с документация, сигнали – звукови и светлинни, спирачки и обслужващ персонал. Човекът зад командния пулт на локомотива се нарича машинист, а проверяващият билетите (в пътнически влак) – кондуктор или контрольор.

## Етимология
Думата влак произлиза от глагола „влача, влека“ и най-напред се използва при речния транспорт. Дълго преди изобретяването на железницата, влак се нарича конвой на кораби, които си помагат взаимно, за да споделят екипажите и вятърната енергия. Най-голямата лодка, с най-високото платно, начело на редицата, служи като локомотив.
Влак се наричат и дългите салове, образувани от дънери или трупи, вързани заедно, за да са достатъчно здрави и да могат да се пренесат по реката от горите и планините до градовете чрез флотация. Когато железницата е измислена, по естествен начин думата е приета, също така с редица други заемки от морския и речния речник. Например първите гари са били наричани пристанища.
Думата трен произлиза от френската дума train.

## Локомотиви
Локомотивите биват:
- Парни локомотиви – през 19 век първите локомотиви са задвижвани от пара, обикновено генерирани от изгарянето на въглища. Тъй като те включват една или повече парни машини, понякога се наричат „парни машини“. Парният локомотив остава най-често срещаният тип на локомотива, през и след Втората световна война.

- Дизелови локомотиви – те се подразделят на маневрени, магистрални и комбинирани. Маневрените и комбинираните локомотиви по принцип имат малка вписана мощност и се използват предимно за извършване на маневри и отвозване на леки пътнически влакове. Магистралните локомотиви се използват за отвозване на тежки товарни влакове и пътнически състави на големи разстояния. Също така дизеловите локомотиви се използват и при неелектрифицирани участъци.

- Електрическите локомотиви (електровози) също се подразделят на магистрални и маневрени. Използват сравнително по-евтината електрическа енергия за отвозване на тежки товарни влакове, както и всички експресни, бързи и пътнически влакове в електрифицирани участъци.

Пътническите и товарни влакове спират на гари, където слизат и се качват пътници или се товарят и разтоварват различни товари.

## История

### Предците на релсовите пътища
Първите доказателства за съществуването на предшествениците на железниците датират от 6 век пр.н.е. в Гърция. Те са дълги от 6 до 8,5 km и са превозвали лодки по Коринтския провлак. Превозни средства на колела да били теглени от хора или животни в „релси“, направени от варовик, които предотвратяват вагоните да се отклоняват от предначертания маршрут. Този път в Гърция е използван в продължение на 650 години, поне до първи век. Първите вагони по релсови пътища, теглени от коне, изглежда също се появяват най-напред в Гърция. Такива са намерени и в Малта и Римската империя. Трасетата са от камък.
Релсови пътища започват да се появяват отново в Европа след тъмните векове на Средновековието. Най-ранният известен запис на такъв път в Европа се намира на стъклопис на прозореца на църква във Фрайбург. Той датира от около 1350 година.
През 1515 г., кардинал Матхаус Ланг описва релсов път в Австрия. Релсите са дървени, използвано е въже, теглено от човек или животно. Този релсов път все още съществува и може би е най-старият действащ такъв.

### Най-ранни форми на железопътен транспорт
Счита се, че първите трамвайни линии са разработени в Германия около 1550 година, за да улеснят транспорта към и от мините, и представляват примитивни дървени релси. Това е описано през 1556 г. от Георг Агрикола. Тези използвани каруци с колела, движещи се по дървени дъски, имат вертикален пин в отверстието между дъските, за да ги насочва по правилния път. Такава система е използвана от германските миньори през 1560-те.
Счита се, че първата истинска железница се е появила малко преди 1605 година и е пренасяла въглища до пристанището, където са товарени на шлепове. До 18 век съществуват такива железопътни и трамвайни линии в редица области. Този вид транспорт се разпространява много бързо. Функцията му в повечето случаи е да улесни транспортирането на въглищата до брега на реката, откъдето могат да бъдат изпратени на други места. По нанадолнищата вагоните се управляват само от машинист, което дава възможност на конете да починат.
Железопътните линии са много подходящи за придвижване на твърди, насипни товари като въглища и други полезни изкопаеми. Това е стимул да се съсредоточи голяма доза изобретателност за изработване на конфигурации и форми на колела и релси. В края на 1760 г., започват да се слагат чугунени отливки върху горната повърхност на дървените релси. Колелото с фланец доказва своето превъзходство поради ефективност при завои и съставният желязо-дърво железен път е заменен от изцяло метални релси около 1790 година, със значително превъзхождаща трайност и безопасност.

### Парният локомотив
Първата парна машина с търговски успех се появява около 1712 г., изработена е от Томас Нюкомен. Тя е доста неефективна и се ползва най-често за изпомпване на вода. Принципът ѝ на работа е създаване на частичен вакуум (понижено налягане) чрез кондензиране на парата в специален цилиндър.
Окончателни усъвършенствания в парната машина са направени през 1769 г. от Джеймс Уат, който добавя кондензатор и пропускане на парата в цилиндъра последователно от двете страни на буталото. Тези подобрения се оказват важни и се появяват точно навреме, за да може парната машина да стане двигател на промишлената революция. Първият работещ модел на железопътен парен локомотив е проектиран и конструиран от Джон Фич в Съединените щати през 1794 г. Първият парен локомотив в Обединеното кралство е построен през 1804 г. от Ричард Тревитик, английски инженер. Локомотивът е наречен „Invicta“ или „Pen-Y-Darren Locomotive“ (тъй като началната точка на първото му пътуване била Пенъдарен). Първото му официално пътуване е на 21 февруари 1804 по железницата „Мърдър Тидфил“ между Пенъдарен и Аберкънон (около 16 км), като той се представя много по-добре от очакваното. Към него са прикрепени 2 вагона с 10 тона желязо. Освен това във вагоните има още 70 души, което прави обща маса ≈ 24,5 тона. 16-километровото разстояние е изминато за 4 часа и 5 минути. Но изобретателят смятал, че представянето можело и да бъде по-добро, ако по железницата не били израснали дървета, за отсичането на които машината трябвало да спира.
Парните локомотиви получават първична енергия най-вече от изгарянето на превозваното от тях гориво (използван често торф или дърво, след което въглища, както и прахообразни въглища или мазут. Те са по-нататъшното развитие на парните превозни средства заради горивата в товарните помещения (въглищни кутии). Парният локомотив дълго време е господстващ дизайн на локомотив. В локомотивния парк на БДЖ се поддържат 4 броя парни локомотива от различни серии за атракционни туристически пътувания, заснемане на игрални филми и други. Те са по-нататъшното развитие на парните превозни средства.

### Дизеловите влакове
Първите примитивни влакове са построени в Германия около 1550 година. Те се движат по дървени релси и вагоните са теглени от коне. По този начин придвижването става по-бързо отколкото по черните прашни пътища. През 1776 година дървените релси и колела са заменени с железни. Постепенно влаковете завладяват цяла Европа, особено след изобретяването на парния двигател. Англичанинът Джордж Стивънсън е считан за бащата на първия локомотив с парен двигател, наречен Локомоушън и построен през 1814 година.
Бащата на американските железопътни пътища и влакове е полковник Джон Стивънс. В началото основната им употреба е в мините. Първите пътнически влакове в Америка започват да се движат около 1830.
През 60-те и 70-те години на ХХ век технологиите се усъвършенстват значително, железните релси са заменени със стоманени и усилията са насочени към увеличаване на скоростта. Съвременните локомотиви са предимно дизелови или електрически. Едни от най-бързите съвременни влакове са Маглев (съкратено от магнитна левитация). Те могат да развият скорост до 600 км/ч (ако са в изолиран път над 3000 км/ч).

## Видове влакове

### Според режима на пътуване
- редовни
- извънредни (правителствен, противопожарен, възстановителен, военен, работен)
- атракционен

### Според обекта на превоз

#### Пътнически влакове
Пътнически влак е влак предназначен да превозва пътници от едно място на друго. Съдържа поне един локомотив и един вагон. Тези влакове пътуват между железопътните гари, където е единственото място, разрешено на пътниците да слизат или се качват. Те имат определен график, по който се движат, и обикновено имат предимство пред товарните влакове. Кондукторът е този, който следи за реда, помага на пътниците и проверява билетите. Пътническите влакове, които пътуват на дълги разстояния, са снабдени и със спални вагони. С течение на годините са направени редица подобрения и нововъведения, които осигуряват бързото и безопасно превозване на пътниците. В България има четири категории пътнически влакове:
- Пътнически влак – спират на всяка една гара по направлението,
- Бърз влак – спират в по-големите градове,
- Ускорен бърз влак – спират само на няколко гари по направлението и
- Международен бърз влак – правят връзка между ГКПП и Централна гара София.

##### Монорелс
Монорелс е вид влак, движещ се по железопътна транспортна система, базирана на единична греда или релса. Влакове от такъв вид са често срещано средство за транспорт в градски агломерации като Москва, Пекин, Токио и др. Монорелсовият влак има сходство с Вуперталската окачена железница, за пръв път пусната в експлоатация на 1 март 1901 г.
За разлика от трамваите и т.нар. „леко метро“, модерният монорелсов влак не се движи в близост до пешеходци и други участници в движението. В контраст на други направлявани системи, като например направлявания автобус, опора на монорелсовия влак оказва само и единствено гредата, върху която се движи, а посоката, в която се движи, също се ръководи от нея. Пантографи не намират приложение при тези влакове.

#### Товарни влакове
Товарен влак е влак, който се състои от няколко товарни вагона, теглени от един или няколко локомотива на релсов път, който пренася големи количества товари от едно място на друго. Товарните вагони може да са открити или закрити. В много отношения железопътният превоз на товари е по-ефективен от другите видове транспорт.
Вагони, теглени от мулета, коне или биволи са използвани в по-ранни епохи, а дори и днес в някои от неразвитите страни. Основният недостатък на железопътния транспорт е липсата на гъвкавост и подвижност. По тази причина железопътният транспорт постепенно губи позиции. Много правителства по света обаче се опитват да съживят, подобрят и насърчат пренасянето на товари с влакове, преди всичко заради предимствата по отношение опазване на околната среда и пестене на енергия.
В Европа, по-специално Англия, много от градовете са построени и се развиват дълго преди строежа на железопътни линии. По тази причина много фабрики нямат директен достъп до железопътна гара. Всички товари, пренасяни с влак, след това трябва да се разтоварват и качват на друг вид транспорт. След като конете са заменени с камиони, става по-икономично и по-лесно товарите да се пренасят по автомобилните пътища.
За разлика от Европа, в САЩ, особено на Запад, градовете започват да възникват и се развиват покрай железопътните пътища и фабриките често имат директен достъп до тези пътища. Въпреки затварянето на някои малки линии, транспортирането на товари от една компания до друга посредством товарни влакове продължава да е обичайна практика.
Много железници имат компютъризирани графици което улеснява трафика. Когато даден бизнес трябва да превози големи количества товари на голямо разстояние, най-ефективният метод е с влак, най-вече защото е много по-евтин. Въпреки това съществува конкуренция с водния и автомобилен транспорт. През 1960-те започват да се използват контейнери, които могат лесно да се товарят и разтоварват с кран и превозват с различни видове транспорт, като съдържанието вътре в контейнера остава недокоснато. Понякога тези контейнери имат прикачени колела, което ги прави лесни за превозване по автомобилни пътища.
Съществуват най-различни видове товарни вагони. Откритите полувагони пренасят обикновено чакъл, въглища, варовик и други строителни материали. Съществуват вагони-хладилници, които пренасят храна и танкери за пренасяне на газ и течности.
Има случаи, когато на товарните влакове се качват нелегално или незаконно пътници. Това са обикновено хора, които или нямат пари или искат да се придвижат незабелязано. По време на комунизма дисидентите понякога ползват товарните влакове, за да преминат границата. Много често те се качват на влака, докато е в движение.

#### Високоскоростни влакове
Високоскоростният железопътен транспорт осигурява движението на влакове със скорост над 200 km/h . Движението на такива влакове като правило се извършва по специален релсов път или на магнитна възглавница (Маглев).
Съвременните високоскоростни влакове в редовна експлоатация развиват скорости до 350 – 400 km/h, а при изпитания могат да се ускоряват до 560 – 580 km/h. Благодарение на тази висока скорост те са сериозна конкуренция за другите видове транспорт, запазвайки характерните предимства на влаковете – ниска себестойност на превозите при голям обем на превозените пътници.
За първи път редовното движение на високоскоростни влакове започва през 1964 г. в Япония по проекта Шинкансен. През 1981 такива влакове влизат в експлоатация и във Франция, а скоро след това голяма част от Западна Европа, включително Великобритания, е обхваната от единна високоскоростна железопътна мрежа. В началото на XXI век световен лидер при високоскоростните влакове става Китай, като шанхайският Маглев превозва хората от центъра до летището (на 30 km) само за 7 минути и 20 секунди, постигайки максимална скорост от 431 km/h и средна 250 км/ч.

##### TGV
TGV е високоскоростен влак, или влак-стрела, способен да развива средна скорост над 320 км/ч. Пуснат е в движение от френските железници. Използва се главно за превоз на пътници. Той е конкурент на въздушния транспорт на къси разстояния и свързва по-големите градове на Франция помежду си, както и с големи градове в съседните страни.
TGV държи рекорда за най-бърз релсов влак – максималната скорост, достигната от TGV, е 574,8 km/h, измерена на 3 април 2007 г. на специален участък от линията Париж – Страсбург.

##### Маглев
Маглев (съкратено от магнитна левитация) е влак, който се придвижва и управлява под въздействието на магнитни сили. За разлика от традиционните влакове той няма колела и не се докосва до релси. Между него и основата има въздушна възглавница. Поради тази причина единственото триене е съпротивлението на въздуха. Това изисква добра аеродинамична форма на влака. Мощността и скоростта на Маглев са сравними с тези на самолет.
Този вид влакове навлизат в употреба през 1989 година и могат да развият скорост до 581 км/ч. В някои страни като например Германия, Япония и Китай има подобни свръхскоростни влакове на въздушна възглавница.
- т.нар. класически
- директни (ускорени, маршрутни)
- локални
- маневрени
- смесени

### Според вида на тягата

#### Електрически мотрисни влакове
Електрическите мотрисни влакове (ЕМВ) са железопътни возила (електрически), съставени от няколко секции, представляващи едно цяло. ЕМВ съдържат неизменно пантограф (на латински: Pantografos – в буквален превод чертая) – средство за вземане на ел. ток от контактната мрежа, тягови двигатели, много често реостатни спирачки и др. ЕМВ се използват от железопътните превозвачи, главно по двустепенните електрифицирани жп линии за крайградски маршрути. Съществуват обаче и други по-мощни ЕМВ, например: Eurostar, TGV, ACELA, които се използват за далечни високоскоростни пътувания. Скоростта, развивана от обикновен ЕМВ /серия 32/ е 130 км/ч, но в България е ограничена предвид възрастта на мотрисите до 80 км/ч за по-голяма безопасност, а от серия 30 и 31 скоростта е 140 км/ч, но е ограничена до 120 км/ч. За високоскоростните мотриси е от 350 до най-високо постиганата по земя – 574,91 км/ч.

## Организация и обслужване
Всеки влак се обслужва от локомотивна бригада, състояща се от машинист, който директно и непосредствено управлява влака и следи за безопасността на пътя и помощник-машиниста, който също следи за безопасността и проверява периодично изправността на различните уреди. В пасажерната част се намира и кондуктор. Понякога тази длъжност може да се изпълнява от помощник-машиниста. В пътническите влакове също така има вагон-ресторант и пощенски вагон със съответния обслужващ персонал. Напоследък с ускоряването на техническия прогрес в много влакове има само машинист.
За контролиране на движението, железният път се дели на различни отрязъци, начени участъци (около 100 – 150 километра). За изправността на този участък следи диспечер. В неговите задължения влиза обезпечаване на изпълнение на графика и разписанието на влаковете. Машинистът и другите работници трябва да се подчиняват на нарежданията на дежурните по станция. Понякога няколко участъка могат да са под контрола на диспечера.
Основната организация на движението на влаковете по магистралните железни пътища се прави с графика на движението, с други думи чрез спазване на разписанието. Негово нарушение не бива да се допуска. Благодарение на него се осигурява безопасност на движението и рационално използване на подвижния състав. В съответствие с графика всеки влак има определен номер. В едното направление всички номера са четни, а в обратното нечетни. Освен номера имат и индекси.

## Видове железопътни линии според размера между релсите
В света се използват железопътни линии с различно междурелсие. Най-разпространеното е 1435 мм (вкл. в България), затова то се нарича стандартно. По-широко междурелсие се ползва в много страни. В страните от бившия СССР и Монголия междурелсието е 1520 мм. Най-широко е в Индия – 1676 мм. Железопътна линия с размер между релсите по-малки от 1435 мм се нарича теснолинейка. Най-малкото междурелсие, което се експлоатира редовно, е 600 мм, като в детските дизелови железници в Пловдив и в Кърджали и в демонтираната бивша парна дековилка Кочериново-Рилски манастир.

## Рекорди
По данни на WATA за 1982 – 1984 г. най-бавният влак в света е бил този от Свищов до Белене, който изминавал разстоянието от 25 километра за 2,5 часа.
През 2003 година японският „Маглев“ установява рекорд от 581 км/ч. Рекордът за висока скорост на движение за дълъг период от време принадлежи на френския TGV: 3 април 2007 година – 574,8 км/ч.
TGV, Френският свръхскоростен влак държи и рекорд за най-дълго разстояние, изминато от пътнически влак без спиране. През 2006 линията Евростар, свързваща Франция с Лондон, изминава разстоянието от 1421 км от Лондон до Кан за 7 часа и 25 минути, превозвайки снимачния екип на филма „Шифърът на Леонардо“.

## Влаковете в изкуството и културата
Темата за влаковете е силно застъпена в литературата, визуалните изкуства (плакати, рисунки, щампи, фотографии), филми, видеоигри и други. Влакът е благоприятна почва за затворени интриги (полиция, разузнаване, срещи и романтична драма) и пътуването е наситено с приключения и напрежение (преминаване на границата например). Особено силно въображение е свързано с някои видове влакове (например международен луксозен влак „Ориент експрес“, Транссибирската магистрала или нощни влакове).

### В литературата
Гарите и влаковете са особено популярни в литературата. Така например Виктор Юго през 1837 г. ги споменава още при първите превози на пътници. Оноре дьо Балзак в 1838 г. описва железопътната линия от Париж до Версай и я споменава в Братовчедката Бет, Братовчедът Понс и Комиците несъзнателно. Има и множество проучвания по конкретни теми: метафора на тунела, пътуване с влак през деветнадесети век и т.н.
В Хари Потър Роулинг въвежда „Хогуортс Експрес“, който води до училището на магьосниците. Агата Кристи пише един от най-известните си криминални романи „Убийство в Ориент Експрес“, където действието се извършва изцяло във влака. Главната героиня на „Ана Каренина“ завършва живота си като се хвърля под влака.

### В киното
Братя Люмиер заснимат един от първите филми през 1896 година – „Пристигането на влака на гара Сиота“.
Една голяма част от филма „Някои го предпочитат горещо“ с Мерилин Монро се развива във влака. Други филми с такава тематика са „Крадец“, „Москва не вярва на сълзи“, „Влакът беглец“, „Гара за двама“ с Людмила Гурченко, екранизираният роман на Агата Кристи „Убийство в Ориент Експрес“, българският филм „Най-дългата нощ“ и други

### В изобразителното изкуство
Темата за влаковете до голяма степен вдъхновява художниците от самото начало, техните произведения, включително гравюри и фотографии са използвани, за да се илюстрират книги. Това ни позволява да визуализираме машини и жп пътища, които днес са изчезнали.
Картини на велики художници, вдъхновени от темата, са:
- Уилям Търнър: „Дъжд, пара и скорост: Голямата железопътна линия на Запада“, 1844 г
- Едуар Мане: „Железопътна линия“, 1873 г.
- Клод Моне: „Гарата „Сен Лазар“ в Париж“, 1877 г.
- Винсент ван Гог: „Железопътни вагони“, 1888 г.
- Андре Дерен: „Мост на кръстопът“, 1915 г.
- Фернан Леже: „Железопътен прелез“, 1919 г.
- Едуард Хопър: „Къщата край железопътната линия“, 1925 г.